# Marija Ivanovna Dolinová
Marija Ivanovna Dolinová (rusky Мария Ивановна Долина, vl. příjmením Sajuškinová, provd. Gorlenková , 1. [13.] dubna 1868, Ruské impérium - 2. prosince 1919) byla ruská operní zpěvačka - kontraaltistka.

## Život a činnost

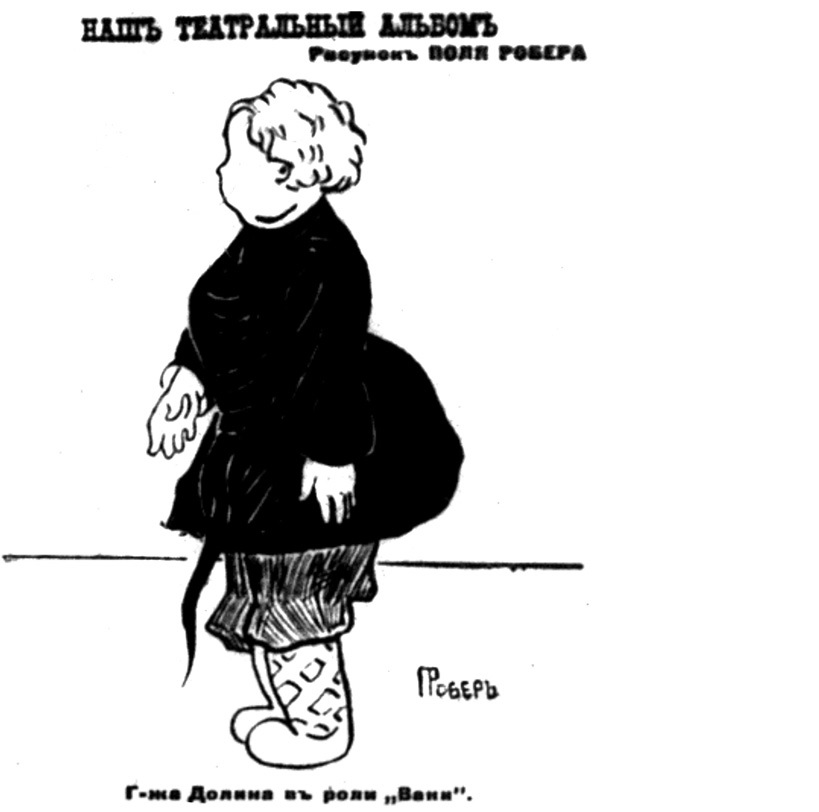
V roli Váni v opeře Život za cara, karikatura Paula Roberta, rok 1903

Studovala v Petrohradě na Mariinském carském gymnáziu a poté zpěv u J. P. Raphofa a Selmy Groenning-Wildeové.
V roce 1886 debutovala v Mariinském divadle v roli Váni v opeře Život za cara, která se vzápětí stala její nejslavnější rolí.
Mezi její další slavné role patřila Lel ve Sněhurce Rimského-Korsakova, Gruňa v Síle nepřátelství Alexandra Sěrova, Olga v Evženu Oněginovi a Basmanov v Čajkovského Opričnikovi, Končakovna v Borodinově Knížeti Igorovi, kněžna v Dargomyžského Rusalce a další.
Po roce 1904 ukončila operní kariéru, ale nadále se věnovala koncertnímu vystupování, mimo jiné ve Francii, Čechách, Německu, kde interpretovala ruskou umělou a lidovou hudbu.